# Hanok
Uma hanok (hangul: 한옥) é uma casa tradicional coreana. As hanoks desenvolveram-se durante a Dinastia Joseon, no século XIV.
Na arquitetura coreana, tanto o interior e o posicionamento da casa em relação ao seu exterior são planejados de acordos com princípios relacionados a terra e as estações. Esse princípio é chamado de baesanimsu (hangul: 배산임수; hanja: 背山臨水), que significa que uma casa deve ser construída com uma montanha atrás e um rio em sua frente. O formato das casas diferem de acordo com a região. No norte coreano, região que é mais fria, as hanoks são construídas como uma praça com um pátio no centro para reter melhor o calor. No sul, hanoks possuem formas mais abertas e são construídas em forma de L.

## História
Uma hanok é uma casa coreana, foram desenvolvidas na Península Coreana e na Manchúria.

### Primeiros tempos

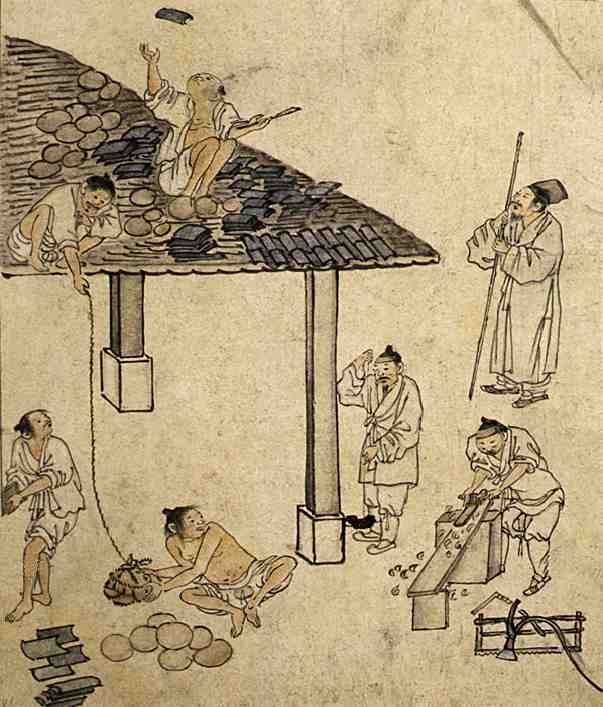
Giwa (기와) desenhado por Danwon

As pessoas do Paleolítico que viviam na Península Coreana viviam em cavernas ou em casas temporárias. Na era Neolítica, as casas temporárias se transformaram em cabanas. Eles cavavam o chão com uma pequena pá e construíam uma pequena casa usando vigas e colunas. Madeiras eram utilizadas para vigas e colunas, enquanto palha era utilizada no telhado. Na Idade do Bronze, havia várias colunas na casa, então as áreas das casas eram extensas se comparadas às atuais. Na Idade do Ferro, as hanoks possuíam o ondol (hangul: 온돌). As casas também utilizavam giwa (hangul: 기와), um tipo de telha feita de barro cozido. Por utilizar telhas giwa, hanok desenvolveram sua forma específica.

### O Iluminismo
O Iluminismo viu muitos estrangeiros visitarem o reino eremita. Por essa razão, o cristianismo foi difundido, mas não era comum. Anglicanismo e Catolicismo eram as formas mais comuns. Assim, as primeiras igrejas foram construídas utilizando o estilo hanok.

### Coreia do Sul

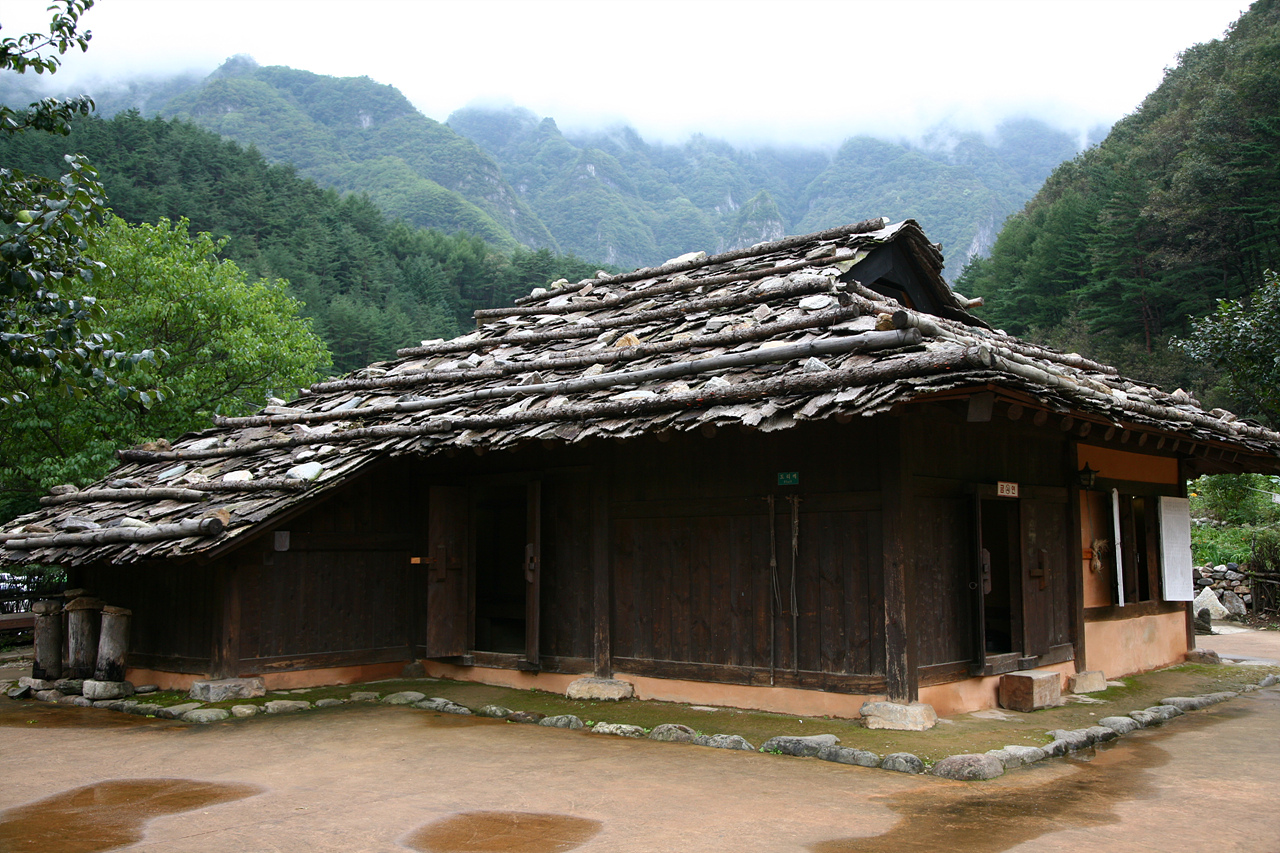
Casa tradicional na província de Gangwon

Na década de 1970, os arquitetos mais antigos aprenderam a arquitetura de hoje, e por considerar as hanoks como arquitetura antiga e ineficiente, demoliram-nas em grande número, muitas com alto valor histórico desapareceram. Nas grandes cidades da Coreia do Sul, apenas pequenos grupos de hanoks permaneceram. No entanto, a partir dos anos 2000, o valor e eficiência da função sustentável das hanoks tem sido enfatizadas. Hoje, o número de pessoas que desejam viver em hanoks está crescendo rapidamente. Recentemente, muitos outros lugares tentam seguir o mesmo estilo das hanoks.

### Coreia do Norte
Em Gaesung, as hanoks tradicionais ainda existem e tornaram-se atrações turísticas. Kiwajibs cercam os hanoks.

### China
No nordeste chinês, hanoks podem ser encontradas e coreanos estão vivendo em casas construídas por eles mesmos a mais de 100 anos. Além disso, a partir de 2010, pessoas estão empenhadas em um projeto de construção de uma vila de hanoks em Heilongjiang, China.